# Ung thư thận
Ung thư thận là một loại ung thư khởi phát từ các tế bào trong thận. Hai loại phổ biến nhất của ung thư thận là ung thư biểu mô tế bào thận (RCC) và ung thư biểu mô tế bào chuyển tiếp (TCC) của bể thận (chậu thận). Những tên gọi này là tên các loại tế bào mà từ đó ung thư phát triển.
Các loại khác nhau của ung thư thận (như RCC và UCC) tiến triển theo những cách khác nhau, có nghĩa là các loại ung thư này sẽ có kết quả lâu dài khác nhau, và cần phải được xếp loại giai đoạn và điều trị theo những cách khác nhau. RCC chiếm khoảng 80% ung thư thận nguyên phát, và UCC chiếm phần lớn số ca còn lại.
Tỷ lệ sống 5 năm tại Hoa Kỳ là 73%.

## Phân loại

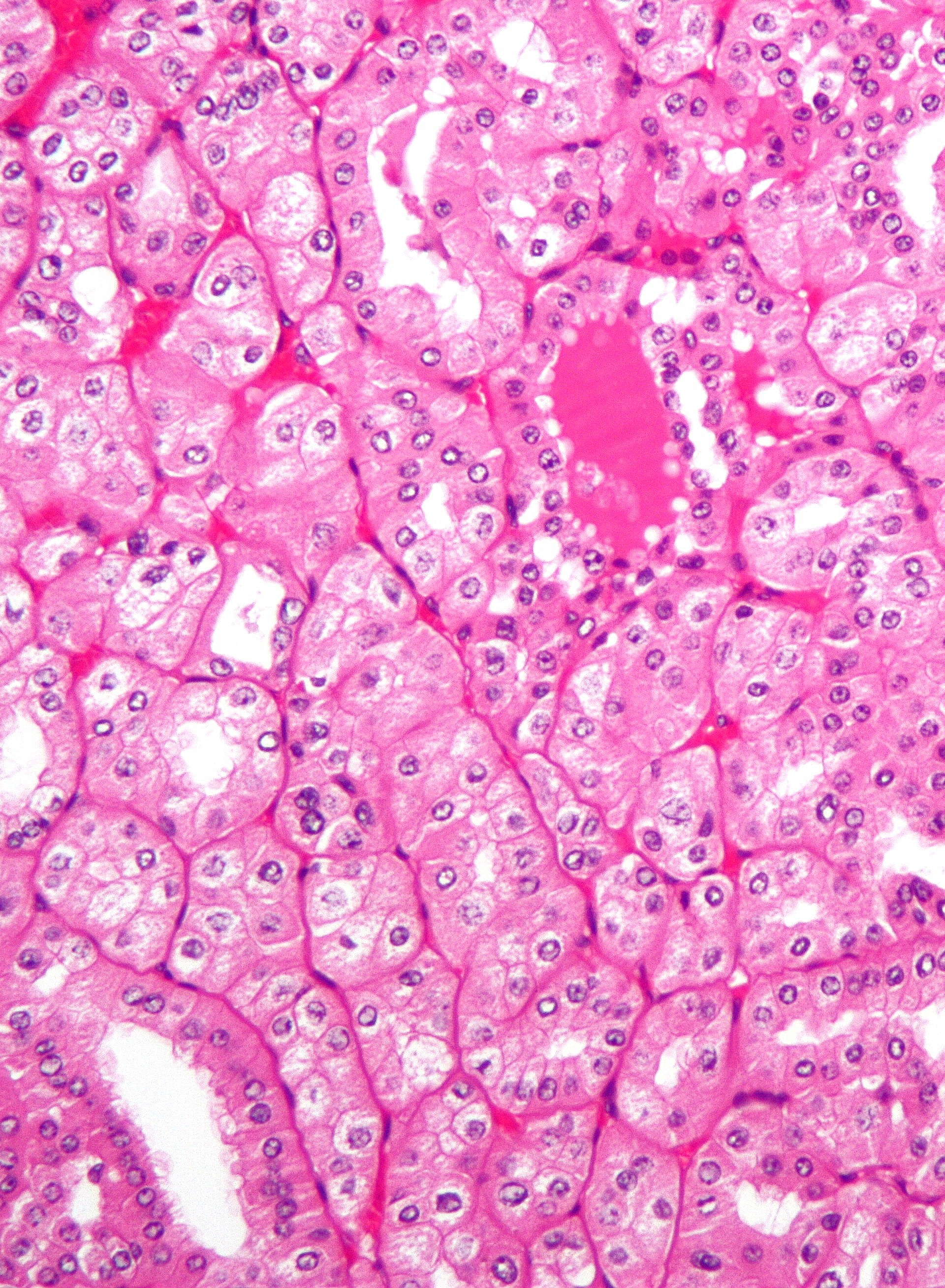
Ảnh hiển vi của ung thư thận (chromophobe ung thư biểu mô tế bào thận). Tiêu bản nhuộm H&E.

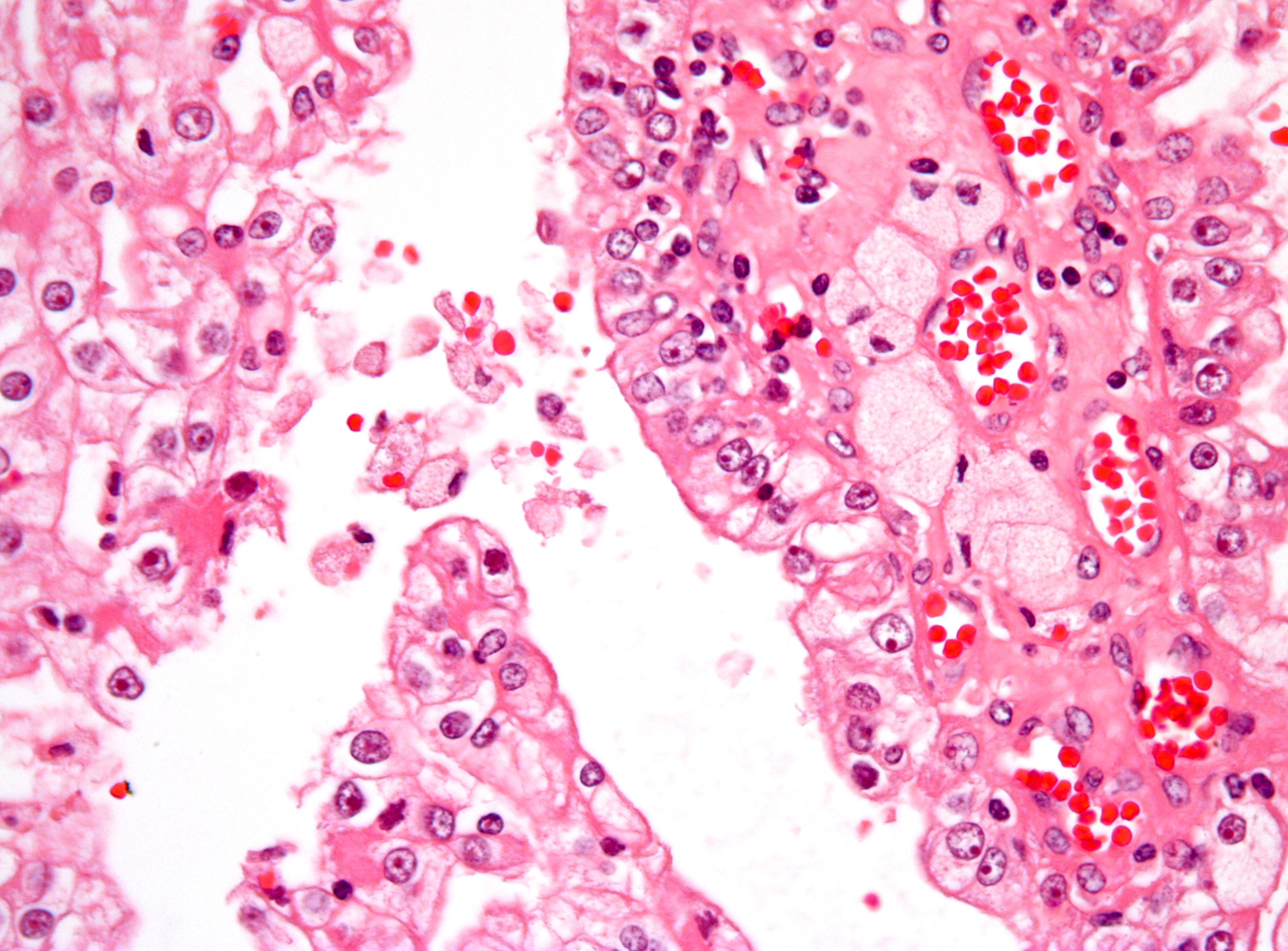
Ảnh hiển vi của nhú ung thư biểu mô tế bào thận từ một ca ung thư thận. Tiêu bản nhuộm H&E.

Ngoài ung thư biểu mô tế bào thận và ung thư biểu mô tế bào chuyển tiếp bể thận, còn có các loại ung thư thận ít phổ biến khác:
- Ung thư biểu mô tế bào vảy
- U tế bào gần cầu thận
- U mỡ-cơ-mạch (Angiomyolipoma)
- U tế bào lớn thận (oncocytoma)
- Ung thư biểu mô ống góp chung
- U mô liên kết tế bào sáng
- U nguyên trung bì thận (U thận trung mô dạng nang; mesoblastic nephroma)
- Bướu Wilms, thường thấy ở trẻ em dưới 5 tuổi.
- U nang thận (Cystic nephroma)[3]

Một số dạng ung thư và các khối u có khả năng ung thư hiếm gặp khác:
- Ung thư biểu mô tuyến tế bào sáng
- Ung thư biểu mô tế bào chuyển tiếp
- U nhú đảo ngược (Bướu gai lộn ngược; Inverted papilloma)
- U lympho thận
- U quái (Teratoma)[4]
- Carcinosarcoma[5]
- U thần kinh nội tiết (Carcinoid tumor) của bể thận.[6]

Ung thư thận có thể là một ung thư thứ phát do di căn từ một ổ ung thư chính ở nơi khác trong cơ thể.

## Triệu chứng
Các dấu hiệu và triệu chứng của ung thư thận phổ biến nhất là một khối ở vùng bụng và/hoặc có máu trong nước tiểu (tiểu ra máu). Các triệu chứng khác có thể bao gồm mệt mỏi, chán ăn, giảm cân, sốt cao và ra nhiều mồ hôi, đau dai dẳng ở bụng. Tuy nhiên, nhiều triệu chứng này cũng có thể do một nguyên nhân khác gây nên, hoặc người bệnh không có dấu hiệu gì, nhất là ở thời kỳ đầu của bệnh.

## Nguyên nhân
Các yếu tố làm tăng nguy cơ ung thư thận như hút thuốc lá, có thể tăng gấp đôi nguy cơ mắc bệnh; thường xuyên sử dụng các thuốc chống viêm không steroid như ibuprofen và naproxen, có thể làm tăng nguy cơ lên đến 51%, hoặc cũng có thể không ảnh hưởng gì; béo phì; gen bị lỗi; lịch sử gia đình có người mắc ung thư thận; có bệnh thận cần phải lọc máu; nhiễm viêm gan siêu vi C; trước đó từng được điều trị bệnh ung thư tinh hoàn hoặc ung thư cổ tử cung.
Ngoài ra còn có các yếu tố khác có thể gây nguy cơ mắc bệnh như sỏi thận và huyết áp cao cũng đang được điều tra.

## Giai đoạn

Ung thư thận giai đoạn 1
Ung thư thận giai đoạn 2
Ung thư thận giai đoạn 3
Ung thư thận giai đoạn 4

## Chẩn đoán
Để tìm nguyên nhân gây triệụ chứng của bệnh, bác sĩ cần khai thác tiền bệnh sử của bệnh nhân và tiến hành khám lâm sàng.
Bác sĩ thường chỉ định các thăm dò hình ảnh của thận và các cơ quan lân cận
Nếu kết quả xét nghiệm nghi ngờ ung thư thận thì có thể tiến hành sinh thiết
Khi chẩn đoán ung thư thận, bác sĩ cần xác định giai đoạn hoặc phạm vi của bệnh

## Phòng ngừa
Ung thư thận được xếp vào nhóm những bệnh ung thư khó chữa trị nhất hiện nay, do đó để tránh tốn kém, thiệt hại về tiền của cho việc chữa trị, chúng ta nên thực hiện một số biện pháp phòng ngừa bệnh hiệu quả sau
Từ bỏ thói quen hút thuốc lá và lạm dụng rượu bia
Tăng cường vận động cơ thể thông qua các bài tập thể dục nhẹ nhàng
Áp dụng chế độ ăn uống cân bằng dưỡng chất, tăng cường rau xanh, trái cây
Không tự ý dùng thuốc tây điều trị bệnh
Sử dụng thêm các loại thảo dược tốt cho thận như trà xanh, nấm lim xanh tự nhiên